# Pô
Pô es una ciudad de la provincia de Nahouri, en la región Centro-Sur, Burkina Faso. A 16 de noviembre de 2019 tenía una población censada de 28 880 habitantes.
Se encuentra ubicada al norte de la frontera con Costa de Marfil y al sur de la capital del país, Uagadugú. 